# Баламутка (приток Неумихи)
Баламутка или Балмутка (укр. Неумиха) — левый приток реки Неумиха, расположенный на территории Торецкого горсовета, Константиновского района (Донецкая область, Украина).

## География
Длина — 11 км. Площадь бассейна — 38,8 км². Долина корытообразная. Русло в верхнем течении — маловодное и пересыхает. Есть пруды.
Берёт начало в балке Лозовая на территории Константиновского района, что юго-восточнее посёлка Дружба — восточнее улиц Куйбышевая и Железнодорожная Торецкого горсовета. Река течёт на северо-запад. Впадает в Неумиха (на 9,5-м км от её устья) в селе Белая Гора.
Притоки: (от истока к устью) безымянные балки и ручьи
Населённые пункты  (от истока к устью):
Торецкий городской совет
1. посёлок Дружба

Константиновский район
1. посёлок Щорса[3]
2. Дылеевка